# Pteridocalyx
Pteridocalyx är ett släkte av måreväxter. Pteridocalyx ingår i familjen måreväxter.
Kladogram enligt Catalogue of Life:
| Pteridocalyx | \| \| Pteridocalyx appunii \| \| \| \| \| \| Pteridocalyx minor \| \| \| \| |
|              | \| \| Pteridocalyx appunii \| \| \| \| \| \| Pteridocalyx minor \| \| \| \| |
|              | Pteridocalyx appunii                                                        |
|              |                                                                             |
|              | Pteridocalyx minor                                                          |
|              |                                                                             |